# Гафельный узел

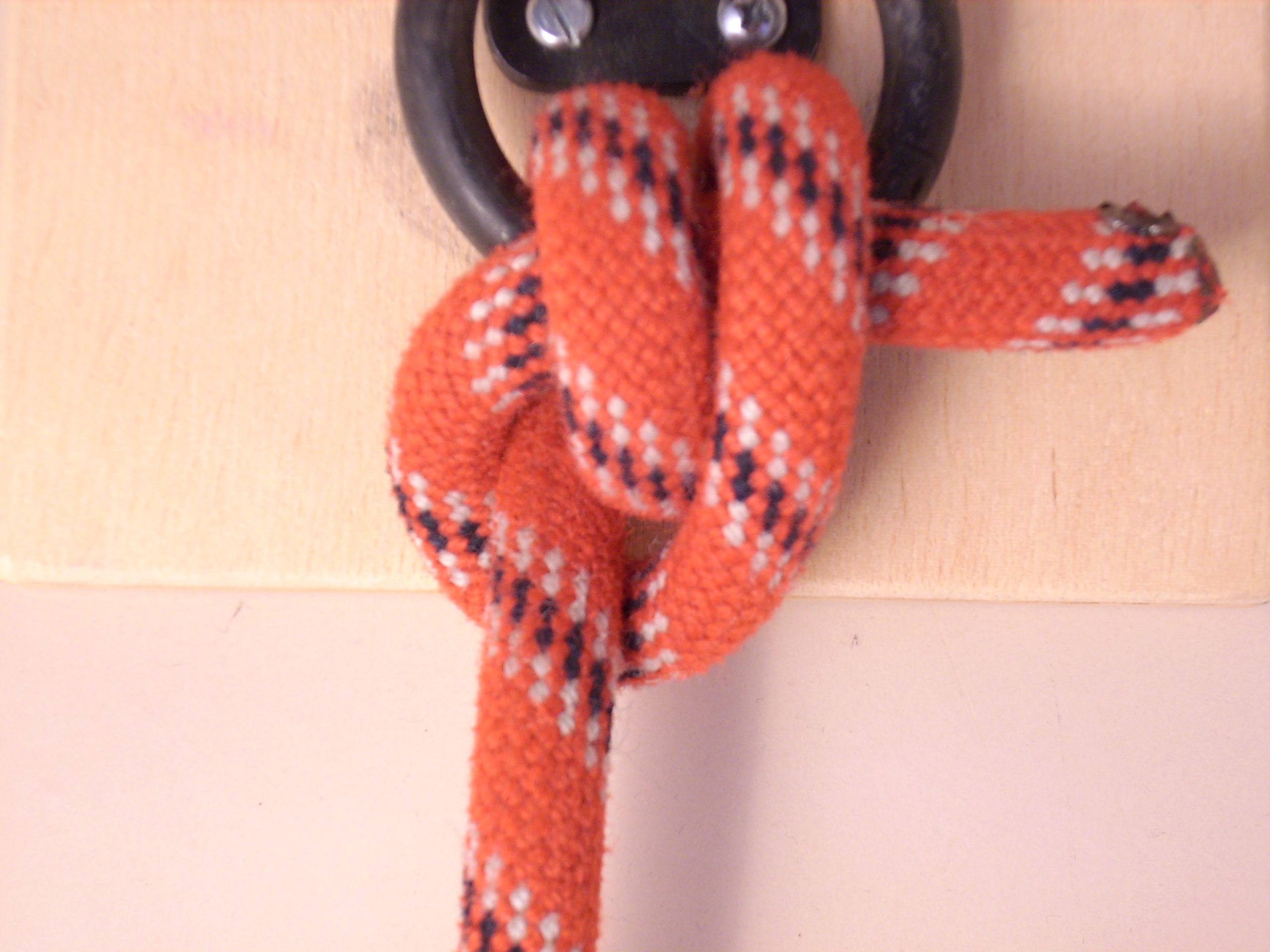
гафельный узел, затянутый на рыме

Га́фельный у́зел (от нидерл. gaffel; англ. Gaff Topsail Halyard Bend) — соединяющий морской временный узел. Назван по месту применения на парусном корабле — гафеле — наклонной рее, где узел закрепляли в верхней части мачты. В морском деле узел применяют для закрепления троса на гладком цилиндрическом предмете.
По своей структуре гафельный узел — это соединяющий узел, но не штык, однако в соответствии с морской традицией его относят к категории штыков как одно из четырёх исключений из обобщённого понятия «узел».

## Применение
В морском деле
- Крепление троса к наклонной рее — гафелю

В быту
- Крепление верёвки к круглому гладкому объекту